# 鍾進剛
鍾進剛（1926年7月22日—2007年1月24日），是一位越南共和國海軍（南越海軍）的退役中將，在1963年南越政變中接替遇刺的挺琰派海軍上校胡進權（Hồ Tấn Quyền）成為海軍司令，並於政變後的軍事委員會中擔任要職。

## 生涯
1926年7月22日鍾進剛出生於嘉定。

### 學歷
- 民事航海學院畢業（Trường Hàng Hải Dân Sự），1946年－1947年
- 越南海軍官校第1期（Trường Sĩ Quan Hải Quân Việt Nam），1952年
- 科羅納多兩棲作戰學校（英语：Naval Base Coronado），1957年－1958年
- 美國海軍戰爭學院，1960年－1961年

### 職務
- 航海商船隊軍官（Sĩ Quan, Thương Thuyền Hàng Hải，1948年－1952年）
- 第264海船突擊隊指揮官（Chỉ huy trưởng toán Hải Thuyền Xung Kích，1952年）
- 第731、741海船突擊隊指揮官（Chỉ huy trưởng toán Hải Thuyền Xung Kích 731 và 741，1953年）
- 海軍總部指揮官（Chỉ huy trưởng Bản doanh Hải Quân，1955年）
- 海軍訓練中心指揮官（Chỉ huy trưởng Trung Tâm Huấn Luyện Hải Quân，1955年－1957年 ）
- 第114掃雷本部指揮官（Chỉ huy trưởng Giang Đỉnh Rŕ Měn HQ 114，1958年－1959年 ）
- 江船部隊指揮官（Chỉ Huy Trưởng lực lượng Giang Thuyền，1959年－1960年、1961年－1963年）
- 海軍司令（Tư Lệnh Hải Quân Việt Nam，1963年－1965年）
- 國家領導委員會會長（Trưởng Ban, Hội Đồng Lãnh Đạo Quốc Gia，1965年）
- 總參謀長特別助理（Phụ tá đặc biệt cho Tổng Tham Mưu Trưởng，1966年）
- 越南共和國軍參謀指揮大學校長（Chỉ huy trưởng Đại Học Tham Mưu và Chỉ Huy QLVNCH，1966年）
- 西貢－嘉定總鎮官兼首都軍區司令（Tổng Trấn Sài Gòn -Gia Định kiêm Tư Lệnh Biệt Khu Thủ Đô，1968年）
- 越南共和國海軍司令（Tư lệnh Hải quân Quân lực Việt Nam Cộng hòa，1975年3月24日－4月29日，末任）

## 個人生活
鍾進剛是羅馬天主教徒。